# Kočerigin DI-6
Kočerigin DI-6 byl dvoumístný dvouplošný stíhací letoun zkonstruovaný v Sovětském svazu. Byl to první sovětský dvoumístný letoun vybavený zatahovacím podvozkem.

## Vývoj
Dvoumístné dvouplošné stíhací letouny (např. Bristol F.2 Fighter) se poměrně osvědčily za první světové války, a proto jejich vývoj pokračoval i ve 20. a 30. letech. V Sovětském svazu bylo vyvinuto několik typů takto koncipovaných letounů, nesoucích označení DI-1 až DI-4 (Dvuchměstnyj istrebitěl), nedostaly se však do sériové výroby. Vývoj nového dvoumístného stíhacího typu byl zahájen roku 1932 v moskevském leteckém závodu č. 39 pod továrním označením CKB-11. Od počátku se počítalo se vznikem dvou hlavních verzí – stíhací DI-6I a bitevní DI-6Š. První vzlet prototypu proběhl v létě 1934. Na základě stítních zkoušek probíhajících od září 1934 byla v roce 1936 vyrobena desetikusová ověřovací série DI-6 vybavených motory Švecov M-25. V roce 1937 vyrobily moskevská továrna č. 1 a tušinská továrna č. 81 dalších 112 letounů DI-6 s výkonnějšími motory M-25A a konečně roku 1938 vyrobila tušinská továrna č. 81 ještě dalších 100 kusů DI-6 vybavených motory M-25V. Celkem tak bylo kromě prototypu postaveno 223 letounů DI-6.

## Konstrukce
Jednalo se o konzervativně pojatý dvouplošník smíšené konstrukce. Kostra trupu byla zhotovena z chrommolybdenových trubek pokrytých duralovými plechy a plátnem. Křídla měla kovovou kostru centroplánu a dřevěnou dvounosníkovou plátnem potaženou konstrukci vnějších částí. Kostra křidélek a ocasních ploch byla zhotovena z duralu a potažena plátnem. Zatahovací podvozek byl záďového typu. V zimě bylo možné vyměnit kola za lyže. Prototyp poháněl hvězdicový devítiválec RCF-3 (Wright R-1820F-3 Cyclone) o výkonu 515 kW (700 k). Sériové letouny poháněl hvězdicový devítiválec Švecov M-25 ve verzích M-25, M-25A (530 kW/720 k) a M-25V (552 kW/750 k).
Posádka byla dvoučlenná. Zatímco pilot seděl vpředu v nekrytém kokpitu, střelec seděl v kryté kabině, která však byla o něco níže, takže spolu oba členové posádky téměř nemohli komunikovat. Výzbroj stíhacích letounů tvořily dva synchronizované 7,62mm kulomety ŠKAS v dolním křídle, jeden pohyblivý kulomet ŠKAS ovládaný střelcem a až 40 kg pum. V případě bitevních letounů byly dva pevné kulomety nahrazeny čtveřicí synchonizovaných kulometů PV-1.

## Operační služba
Zavádění DI-6 do výzbroje sovětského letectva probíhalo velmi pomalu. Jako první v říjnu 1936 převzala svých prvních sedm DI-6i 54. letka dvoumístných stíhacích letounů z 56. stíhací letecké brigády, avšak ještě za rok bylo ve službě pouhých 28 kusů a v lednu 1939 celkem 131 kusů obou verzí. V té době už ale bylo jasné, že letouny DI-6 jsou zastaralé, mají nízké výkony a trpí řadou negativních vlastností (špatná vzájemná komunikace posádky, tendence k přechodu do vývrtky v nižších rychlostech, omezení některých obratů nižší pilotáže atd.). DI-6 se proto nikdy nedočkaly žádného bojového nasazení. Pro sovětskou invazi do Polska roku 1939 sice bylo vyčleněno 94 DI-6, fronta se však zhroutila dříve, než mohly být nasazeny.

## Varianty
- DI-6i – stíhací verze, vyrobeno 161 kusů.[2]
- DI-6š – bitevní verze, vyrobeno 61 kusů.[2]

## Specifikace (DI-6)

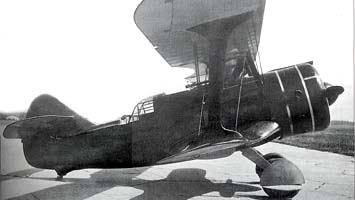
DI-6

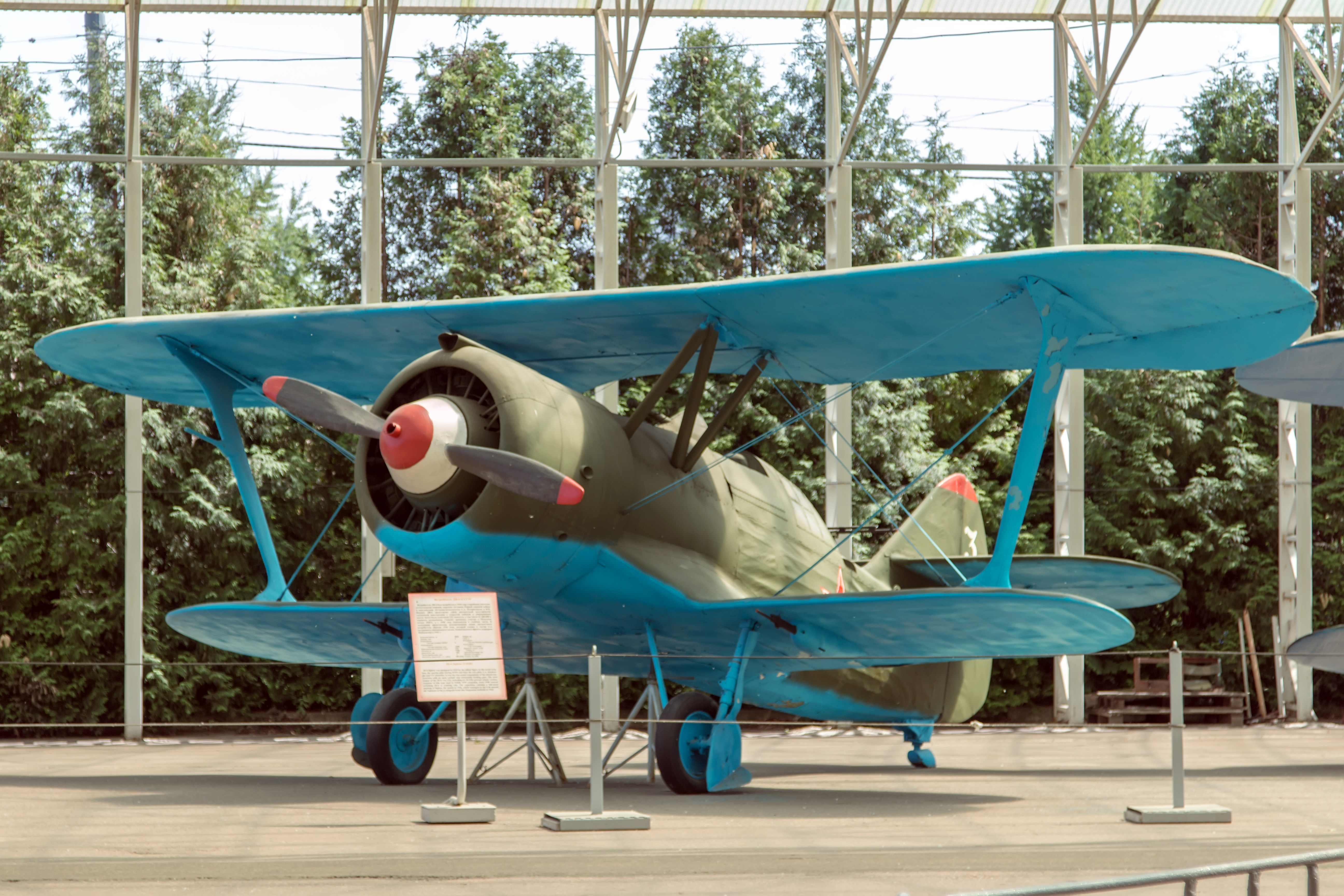
DI-6

### Technické údaje
- Posádka: 2
- Délka:
- Rozpětí horního křídla:
- Rozpětí dolního křídla:
- Výška:
- Plocha křídel:  m²
- Prázdná hmotnost:
- Vzletová hmotnost :
- Pohonná jednotka: 1× Švecov M-25
- Výkon pohonné jednotky:  k ( kW)

### Výkony
- Maximální rychlost:  km/h
- Vytrvalost:
- Dostup:
- Stoupavost:

### Výzbroj
- 3× 7,62mm kulomet ŠKAS
- 40 kg pum